# Coelidium purpureum
Coelidium purpureum är en ärtväxtart som beskrevs av Granby. Coelidium purpureum ingår i släktet Coelidium, och familjen ärtväxter. Inga underarter finns listade i Catalogue of Life.